# Ho (arménien)
Cette page contient des caractères spéciaux ou non latins. S’ils s’affichent mal (▯, ?, etc.), consultez la page d’aide Unicode.
Ho, հօ ou հո en arménien ([ho]), est la 16e lettre de l'alphabet arménien.

## Linguistique
Ho est utilisé pour représenter le son [h].
Dans la norme ISO 9985, la lettre est translittérée par « h ».

## Représentation informatique
- Unicode[1] :
  - Capitale Հ : U+0540
  - Minuscule հ : U+0570